# Zeynab Habib

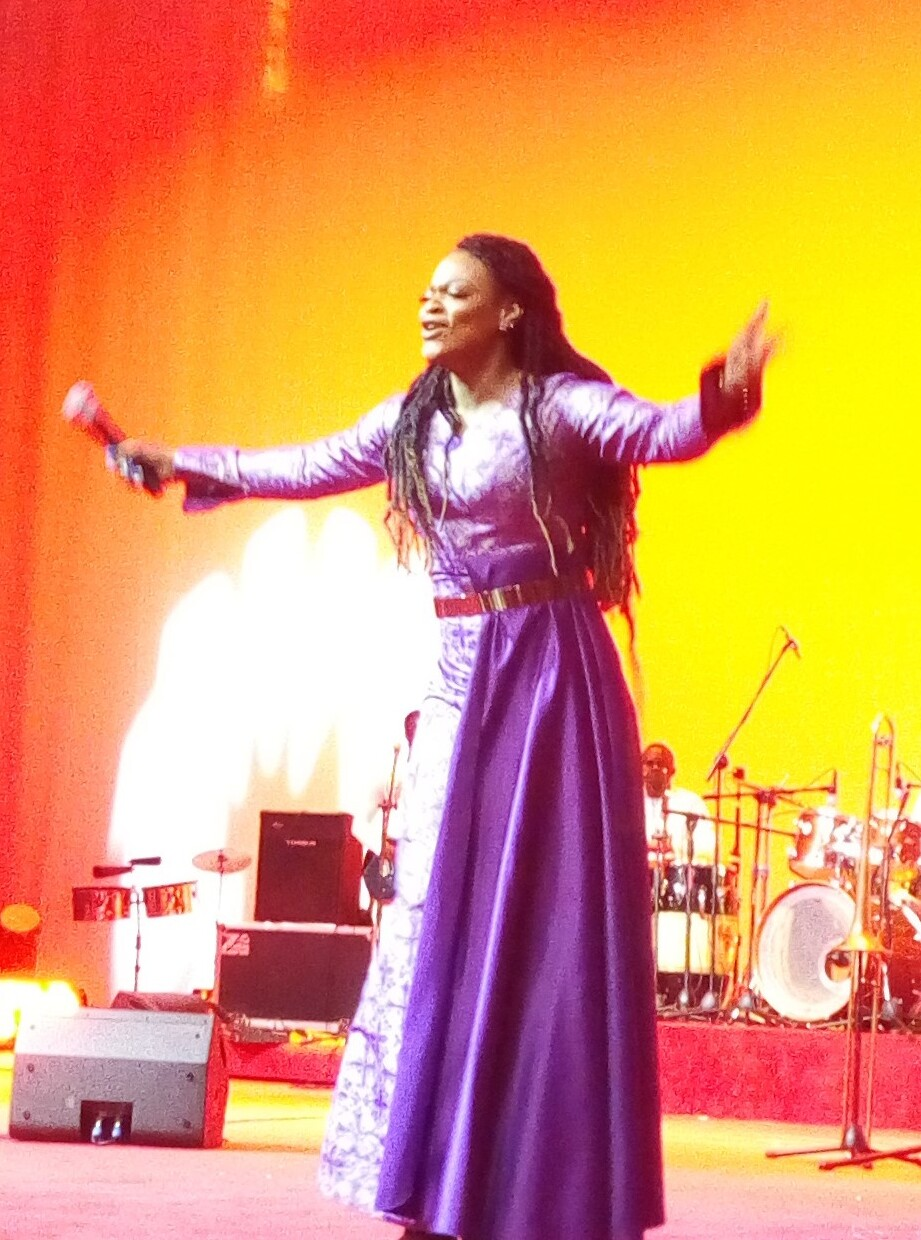
Zeynab Habib (2021)

Zeynab Habib (geb. 25. September 1975 in Abidjan als Oloukèmi Zeynab Abibou) ist eine ivorisch-beninische Sängerin. Sie gehört dem  Volk der Yoruba an und gehört zu den bedeutenden Vertretern der Weltmusik.

## Biographie
Oloukèmi Zeynab Abibou kam 1975 in der ivorischen Hauptstadt Abidjan zur Welt. Zeynabs Vater war Elektronikingenieur und ihre Mutter arbeitete als Händlerin. Sie war das achte Kind ihrer Eltern und wuchs in einer großen muslimischen Familie mit mehr als 16 weiteren Geschwistern auf.
1993 ging sie nach Benin, sie schrieb sich am General Education College von Allada ein, brach ihre Ausbildung jedoch ab, um eine Karriere in der Musik zu verfolgen. Sie trat zunächst auf lokalen Bühnen auf, unter anderem für mehr als ein Jahr als Gastgeberin einer Karaoke-Bar im Alex's Hotel in der beninischen Hauptstadt Cotonou.
Zeynab erhielt bald auch internationale Anerkennung für ihre Musik.  Bei einem Konzert im Jahr 2005 erregte sie die Aufmerksamkeit des Super Quartz Orchestra, bei dem sie später als Leadsängerin auftrat. Dies eröffnete ihr die Möglichkeit, namhafte Musiker dieser Zeit zu treffen und mit ihnen zusammenzuarbeiten, darunter Fifi Rafiatou, Awilo Longomba, Jacky Rapon, Jimi Hope, Nel Oliver (Fespam, Kongo), Back Médio, KiriKanta und Madou Isbat.

## Auszeichnungen und Ehrungen
- 2005: Kora Award in der Kategorie Best Female Artist in West Africa[5]
- 2007: Goodwill-Botschafterin für Unicef[2]
- 2016: Africa Award in der Kategorie Best Artist African Traditional music in Lagos[6]